# Liyuan (köpinghuvudort i Kina, Shanxi Sheng, lat 35,51, long 111,32)
Liyuan är en köpinghuvudort i Kina. Den ligger i provinsen Shanxi, i den norra delen av landet, omkring 280 kilometer sydväst om provinshuvudstaden Taiyuan. Antalet invånare är 31 921. Befolkningen består av 15 498 kvinnor och 16 423 män. Barn under 15 år utgör 19,0 %, vuxna 15-64 år 72 %, och äldre över 65 år 7,0 %.
Runt Liyuan är det tätbefolkat, med 319 invånare per kvadratkilometer. Närmaste större samhälle är Nanjie, 8,9 km söder om Liyuan. Trakten runt Liyuan består till största delen av jordbruksmark.
Genomsnittlig årsnederbörd är 639 millimeter. Den regnigaste månaden är juli, med i genomsnitt 166 mm nederbörd, och den torraste är december, med 2 mm nederbörd.